# Achim Schneider
Hans-Joachim Schneider, detto Achim (Duisburg, 31 luglio 1934), è un ex pallanuotista tedesco.
Ha fatto parte della Squadra Unificata Tedesca, che ha partecipato ai Giochi di Melbourne 1956 e di Roma 1960.
A livello nazionale ha giocato per il DSV 98 Duisburg, con il quale nel 1958, 1961 e 1962, ha vinto il campionato della Germania occidentale.
Era il figlio di Hans Schneider, anche lui pallanuotista olimpico.